# A.P. Madsen
Andreas (døbt Anders) Peter Madsen (født 22. december 1822 i København, død 26. september 1911 sammesteds) var en dansk officer, maler og kobberstikker.

## Officer i Treårskrigen
Madsens far, Lars Madsen, var kongelig stafet og drev forretning som viktualiehandler. Endnu før drengen var konfirmeret, begyndte han at besøge Kunstakademiets aftenskole, kom så i malerlære, blev svend 1841 og arbejdede som sådan indtil 1847. Samtidig vedblev han at besøge Akademiets skoler, optoges 1845 som elev på modelskolen og vandt det følgende år den lille sølvmedalje. Det var særlig dyremaleriet, han dyrkede, og et af de første billeder, han udstillede, blev købt til Den Kongelige Malerisamling. Da krigen udbrød 1848, meldte Madsen sig som frivillig. 1849 blev han sekondløjtnant i linjen med tjenestealder fra 30. april 1848, blev såret ved Ullerup den 6. april 1849 og efter at have deltaget i slaget ved Isted og forsvaret af Frederiksstad premierløjtnant den 10. september. 6. oktober 1850 blev han Ridder af Dannebrog. Da krigen var forbi, blev han stående ved armeen, særlig brugt som korttegner og ved opmålinger i hertugdømmerne, avancerede maj 1864 til kaptajn og afskedigedes ved reduktionen december samme år.

## Illustrationer for arkæologien
I 1867 fik han Akademiets stipendium og udstillede i år 1869 på Charlottenborg hvor han vandt Den Neuhausenske Præmie for maleriet En vanding, og fra denne periode skriver sig også hans udsmykning af det øverste felt i den store hal i Zoologisk Museum. Samtidig skabte han sig en ny virkekreds. Hans levende interesse for vore fortidsminder gav ham den lykkelige tanke at anvende sine kunstneriske evner i oldforskningens tjeneste. Hans store kobberstikværk Afbildninger af danske Oldsager og Mindesmærker (tre bind, 1872-76) fandt i årenes løb vej ud over størstedelen af Europa som en for det komparative oldsagsstudium uundværlig håndbog og har med rette vakt beundring alle vegne. Til dette værk slutter sig af større arbejder i de følgende år: Gravhøje og Gravfund fra Stenalderen i Danmark (1886 ff.) og afbildningerne til Vilhelm Boyes Fund af Egekister fra Broncealderen (1896). For Nationalmuseet var Madsen i en lang række år en god støtte ikke blot som tegner, men især som en fortrinlig undersøger og leder af udgravninger.
Madsen giftede sig 1854 med Sophie Thorsøe, datter af skibsfører H.P. Thorsøe; hun var malerinde, men døde allerede 1856 efter at have født sønnen Karl Madsen. 1861 ægtede han Anna Sofie Ottomine Ottesen (født 1841), datter af kornhandler Ottomine Ottesen.
- Parti af Vordingborg, 1875
- Rostgaards Kilde ved Skotterup, Espergærde, 1880
- En vagthund, 1883
- Sommerlandskab med græssende køer, 1886